# True Blood – Inni és élni hagyni
Az Inni és élni hagyni (eredeti címén: True Blood) egy 2008 és 2014 között bemutatott amerikai televíziós sorozat, Alan Ball rendezésében. Alapjául szolgált Charlaine Harris Sookie Stackhouse Novels könyvsorozata, mely a Louisiana állambeli Bon Temps városka vámpír-ember történeteit meséli el. A történet középpontjában Sookie Stackhouse áll, aki pincérnő a helyi bárban, a Merlott's-ban és telepatikus képességekkel bír. A történet ott indul el, hogy Sookie beleszeret Bill Comptonba, egy vámpírba.
A televíziós sorozatot először az amerikai HBO vetítette, 2008. szeptember 7-én, a Ball’s Production Company és a Your Face Goes Here Entertainment közreműködésével.
Az első évad rengeteg pozitív kritikát kapott, Golden Globe- és Emmy-díjra jelölték. A sorozat első 12 epizódos évadát 2009. június 14-én mutatták be. 2009. július 30-án az HBO megvásárolta a True Blood második évadának vetítési jogait, amelyet 2010 nyarán vetítették Amerikában. 
Az epizódok az úgynevezett cliffhanger technikával készülnek, ami röviden annyit tesz, hogy az epizódot, általában egy igen erős drámai pillanattal fejezik be.
Az HBO nagy sikerű, saját gyártású horror, dráma sorozata olyan világban játszódik, ahol a szintetikus vér feltalálásának köszönhetően a vámpíroknak már nincs szükségük az emberekre, mint táplálékforrásra. Ám a béke nagyon is törékeny, amihez még a vérfarkasoknak, tündéreknek és vámpírvadászoknak is lesz egy-két szava.
Brian Buckner, aki az ötödik évad után vette át a stafétát Alan Balltól, már a hatodik évadban is igyekezett visszaterelni a történetet az eredeti medrébe, vagyis az alapvető konfliktushoz, amely eredetileg az emberek és vámpírok együttélése miatt alakult ki a True Blood univerzumában.
Az sorozat általánosan kedvező kritikákat kapott, és számos neves díjat nyert. Mindezek ellenére illetve Alan Ball távozása óta körüli mizéria és nézettségi visszaesés miatt a HBO csatorna hivatalos közleményben megerősítette 2014-ben befejeződik a True Blood – Inni és élni hagyni, a csatorna történelmének harmadik legnézettebb sorozata.

## Szereplők
| Szereplő             | Színész                    | Magyar hang                   |
| Főszereplők          | Főszereplők                | Főszereplők                   |
| -------------------- | -------------------------- | ----------------------------- |
| Sookie Stackhouse    | Anna Paquin                | Kovács Patrícia               |
| Bill Compton         | Stephen Moyer              | Lux Ádám                      |
| Sam Merlotte         | Sam Trammell               | Czvetkó Sándor                |
| Jason Stackhouse     | Ryan Kwanten               | Szabó Máté                    |
| Tara Thornton        | Rutina Wesley              | Soltész Bözse (1-4., 6. évad) |
| Tara Thornton        | Rutina Wesley              | Pálos Hanna (5. évad)         |
| Tara Thornton        | Rutina Wesley              | Bartsch Kata (7. évad)        |
| Andy Bellefleur      | Chris Bauer                | Kerekes József                |
| Lafayette Reynolds   | Nelsan Ellis               | Boros Zoltán (1-6. évad)      |
| Lafayette Reynolds   | Nelsan Ellis               | Horváth Gergő (7. évad)       |
| Hoyt Fortenberry     | Jim Parrack                | Pintér Gábor Attila (1. évad) |
| Hoyt Fortenberry     | Jim Parrack                | Stern Dániel (2. évad -)      |
| Arlene Fowler        | Carrie Preston             | Major Melinda                 |
| Eric Northman        | Alexander Skarsgård        | Dévai Balázs                  |
| Pam De Beaufort      | Kristin Bauer van Straten  | Fehér Anna                    |
| Jessica Hamby        | Deborah Ann Woll           | Nemes Takách Kata             |
| Terry Bellefleur     | Todd Lowe                  | Dolmány Attila                |
| Alcide Herveaux      | Joe Manganiello            | Viczián Ottó                  |
| Holly Cleary         | Lauren Bowles              | Gerbert Judit (3-6. évad)     |
| Holly Cleary         | Lauren Bowles              | Agócs Judit (7. évad)         |
| Steve Newlin         | Michael McMillan           | Seder Gábor                   |
| Sarah Newlin         | Anna Camp                  | Pálfi Kata (2. évad)          |
| Sarah Newlin         | Anna Camp                  | Törtei Tünde (6-7. évad)      |
| Visszatérő szereplők |                            |                               |
| Rene Lenier          | Michael Raymond-James      | Bartucz Attila                |
| Bud Dearborne        | William Sanderson          | Katona Zoltán                 |
| Dawn Greene          | Lynn Collins               | Pikali Gerda                  |
| Adele Stackhouse     | Lois Smith                 | Szabó Éva                     |
| Lettie Mae Daniels   | Adina Porter               | Andresz Kati                  |
| Amy Burley           | Lizzy Caplan               | Solecki Janka                 |
| Eddie Fournier       | Stephen Root               | Bácskai János                 |
| Eggs Talley          | Mehcad Brooks              | Sótonyi Gábor (1. évad)       |
| Eggs Talley          | Mehcad Brooks              | Haumann Máté (2. évad)        |
| Maryann Forrester    | Michelle Forbes            | Bertalan Ágnes                |
| Lorena Krasiki       | Mariana Klaveno            | Kisfalvi Krisztina            |
| Tommy Mickens        | Marshall Allman            | Előd Botond                   |
| Jesus Velasquez      | Kevin Alejandro            | Varga Gábor                   |
| Russell Edgington    | Denis O'Hare               | Dunai Tamás                   |
| Crystal Norris       | Lindsay Pulsipher          | Vágó Bernadett                |
| Luna Garza           | Janina Gavankar            | Németh Borbála                |
| Marnie Stonebrook    | Fiona Shaw                 | Zsurzs Kati                   |
| Nan Flanagan         | Jessica Tuck               | Ősi Ildikó                    |
| Patrick Devins       | Scott Foley                | Sarádi Zsolt                  |
| Nora Gainesborough   | Lucy Griffiths             | Sallai Nóra                   |
| Roman Zimojic        | Christopher Meloni         | Haás Vander Péter             |
| Salome Agrippa       | Valentina Cervi            | Orosz Anna                    |
| Niall Brigant        | Rutger Hauer               | Barbinek Péter                |
| Truman Burrell       | Arliss Howard              | Tarján Péter                  |
| Rikki Naylor         | Kelly Overton              | Várkonyi Andrea               |
| Jackson Herveaux     | Robert Patrick             | Borbiczki Ferenc              |
| Macklyn Warlow       | Rob Kazinsky               | Zámbori Soma                  |
| Nicole Wright        | Jurnee Smollett-Bell       | Lamboni Anna                  |
| Willa Burrell        | Amelia Rose Blaire         | Kiss Virág (6. évad)          |
| Willa Burrell        | Amelia Rose Blaire         | Lipcsei Borbála (7. évad)     |
| Daniels atya         | Gregg Daniel               | Bolla Róbert                  |
| Rocky Cleary         | Aaron Christian Howles     | Sörös Miklós                  |
| Wade Cleary          | Noah Matthews              | Szalay Csongor                |
| Adilyn Bellefleur    | Bailey Noble               | Laudon Andrea                 |
| James Kent           | Luke Grimes Nathan Parsons | Horváth Illés                 |
| Violet Mazurski      | Karolina Wydra             | Huszárik Kata                 |
| Ginger               | Tara Buck                  | Pupos Tímea                   |

## Epizódok
| Évad | Évad | Epizódok | Eredeti sugárzás    | Eredeti sugárzás     | Eredeti adó | Magyar sugárzás    | Magyar sugárzás      | Magyar adó |
| Évad | Évad | Epizódok | Évadpremier         | Évadfinálé           | Eredeti adó | Évadpremier        | Évadfinálé           | Magyar adó |
| ---- | ---- | -------- | ------------------- | -------------------- | ----------- | ------------------ | -------------------- | ---------- |
|      | 1    | 12       | 2008. szeptember 7. | 2008. november 23.   | HBO         | 2009. február 2.   | 2009. április 21.    | HBO        |
|      | 2    | 12       | 2009. június 14.    | 2009. szeptember 13. | HBO         | 2009. november 17. | 2010. február 2.     | HBO        |
|      | 3    | 12       | 2010. június 13.    | 2010. szeptember 12. | HBO         | 2010. november 23. | 2011. február 8.     | HBO        |
|      | 4    | 12       | 2011. június 26.    | 2011. szeptember 11. | HBO         | 2011. október 4.   | 2011. december 20.   | HBO        |
|      | 5    | 12       | 2012. június 10.    | 2012. augusztus 26.  | HBO         | 2012. október 2.   | 2012. december 18.   | HBO        |
|      | 6    | 10       | 2013. június 16.    | 2013. augusztus 18.  | HBO         | 2013. augusztus 6. | 2013. október 8.     | HBO        |
|      | 7    | 10       | 2014. június 22.    | 2014. augusztus 24.  | HBO         | 2014. július 16.   | 2014. szeptember 17. | HBO        |